# Obi-Wan Kenobi (série télévisée)
Pour les articles homonymes, voir Obi-Wan Kenobi (homonymie).
Le Livre de Boba Fett Andor
Obi-Wan Kenobi est une mini-série américaine en prise de vues réelles. Elle fait partie de l’univers de la saga Star Wars.
L'histoire se déroule dix ans après La Revanche des Sith et neuf ans avant Un nouvel espoir, dans une galaxie dirigée d'une main de fer par l'Empire galactique. Elle raconte les aventures du maître Jedi Obi-Wan Kenobi, dont l'exil sur Tatooine — où il veille sur Luke Skywalker — est perturbé par l'enlèvement de la jeune Leia Organa, le contraignant à reprendre du service.
Ewan McGregor et Hayden Christensen reprennent leurs rôles respectifs d'Obi-Wan Kenobi et Anakin Skywalker (devenu Dark Vador) qu'ils avaient tenus dans la prélogie vingt ans plus tôt, tandis que Leia, âgée ici de dix ans, est incarnée par Vivien Lyra Blair. Les six épisodes que compte la série, tous réalisés par Deborah Chow, sont diffusés depuis le 27 mai 2022 sur la plateforme Disney+.

## Synopsis
À la suite de la chute de l'ordre Jedi, l'Empereur Sith Palpatine a installé son régime de fer sur la galaxie, et dix ans après l'exécution de l'Ordre 66, Obi-Wan Kenobi mène une vie d'ermite sur la planète Tatooine en accomplissant sa mission : veiller discrètement sur le jeune Luke Skywalker face à la menace que représente l'Empire, et en particulier son ancien apprenti, devenu le bras armé de l'Empereur, Dark Vador, qui est aussi le père de Luke. Kenobi va être amené à quitter sa cachette pour partir à travers la galaxie afin de secourir la sœur jumelle de Luke, la princesse d'Alderaan Leia Organa, âgée de dix ans, qui a été enlevée. La Troisième Sœur Reva Sevander est à la poursuite d'Obi-Wan et a pour objectif obsessionnel de le capturer et de le livrer à son maître Dark Vador. Les chemins de ce dernier et du Jedi vont se recroiser...

## Distribution

### Personnages principaux
- Ewan McGregor (VF : Bruno Choël ; VQ : François Godin) : Obi-Wan Kenobi / Ben Kenobi
- Vivien Lyra Blair (VF et VQ : Emma Bao Linh Tourné) : princesse Leia Organa
- Moses Ingram (VF et VQ : Aurélie Konaté) : Reva Sevander / la Troisième Sœur
- Hayden Christensen (VF : Emmanuel Garijo ; VQ : Martin Watier) : Anakin Skywalker / Dark Vador
- James Earl Jones (VF : Philippe Catoire ; VQ : Frédéric Paquet) :  Dark Vador (voix avec le masque)

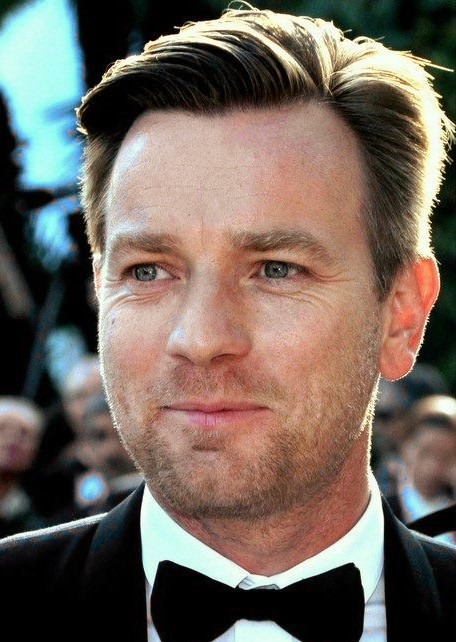
Ewan McGregor.
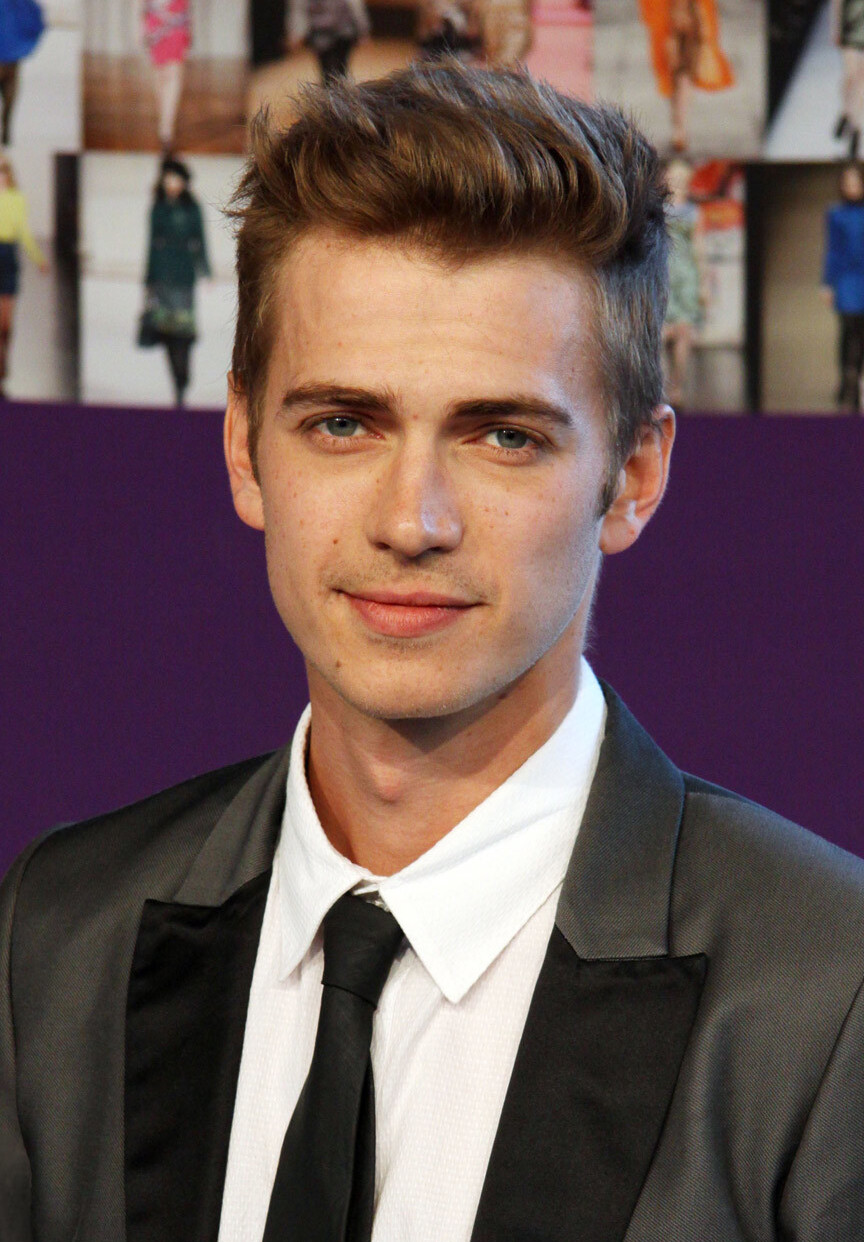
Hayden Christensen.
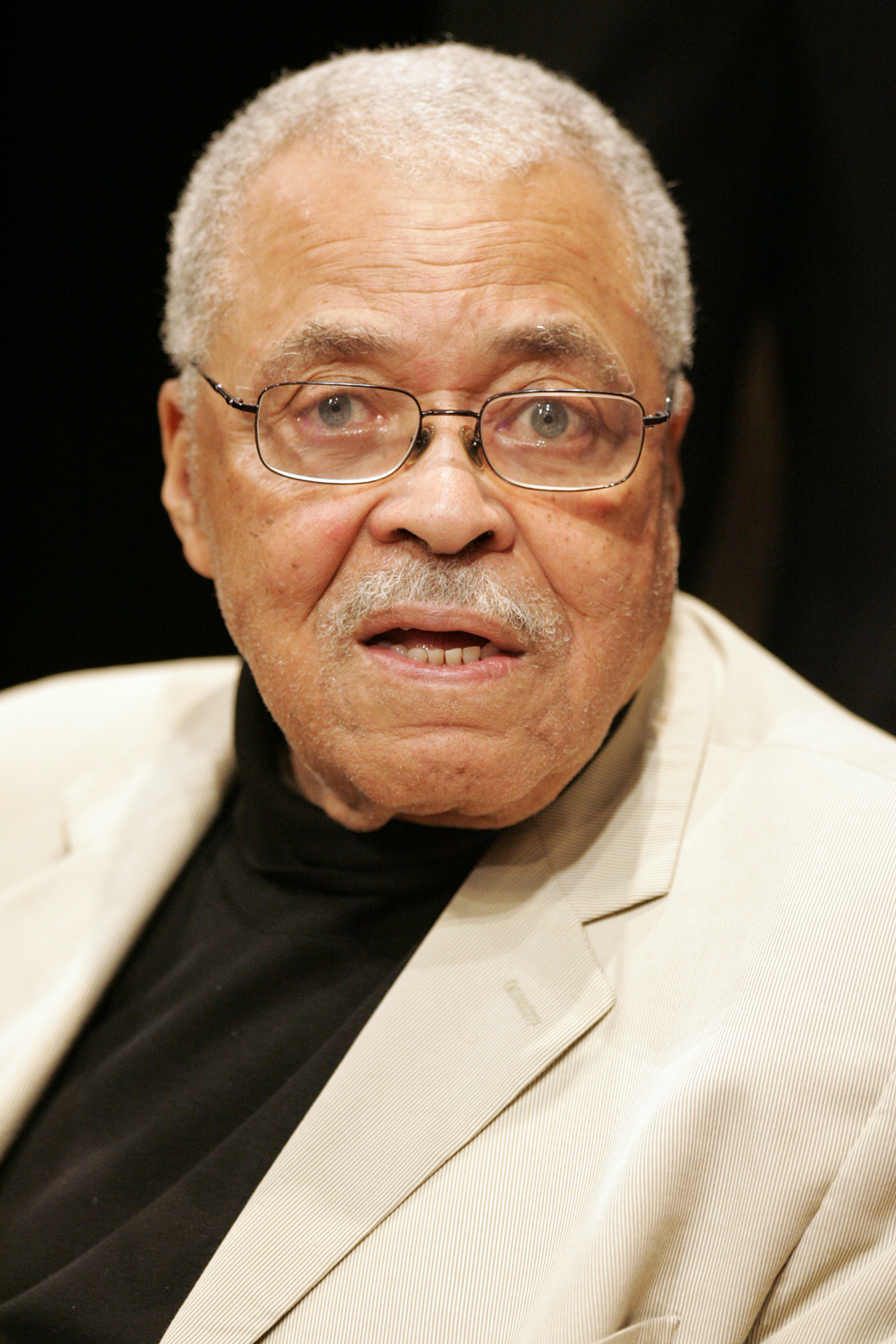
James Earl Jones.

### Personnages secondaires
- Rupert Friend (VF : Éric Aubrahn ; VQ : Adrien Bletton) : le Grand Inquisiteur (épisodes 1, 2, 5 et 6)
- Sung Kang (VF et VQ : Damien Ferrette) : le Cinquième Frère (épisodes 1 à 4)
- Rya Kihlstedt (VF et VQ : Marie Bouvet) : la Quatrième Sœur (épisodes 1 et 2)
- Jimmy Smits (VF : Lionel Tua ; VQ : Marc-André Bélanger) : Bail Organa (épisodes 1, 5 et 6)
- Simone Kessell (VF : Josy Bernard ; VQ : Marie Bernier) : Breha Organa (épisodes 1 et 6)
- Joel Edgerton (VF et VQ : Adrien Antoine) : Owen Lars (épisodes 1 et 6)
- Bonnie Piesse (VF et VQ : Caroline Victoria) : Beru Lars (épisodes 1 et 6)
- Grant Feely (VF et VQ : Rafaël Dubois) : Luke Skywalker (épisodes 1, 5 et 6)
- Kumail Nanjiani (VF : Antoine Schoumsky ; VQ : Nicolas Charbonneaux-Collombet) : Haja Estree (épisode 2, 5 et 6)
- Indira Varma (VF et VQ : Virginie Caliari) : Tala Durith, une ancienne officière impériale (épisodes 3, 4 et 5)
- O'Shea Jackson Jr. (VF et VQ : Boris Agondanou) : Roken (épisodes 4 à 6)
- Maya Erskine (VF et VQ : Isabelle Marin) : Sully (épisodes 4 à 6)
- Flea (VF : Éric Herson-Macarel) : Vect Nokru (épisodes 1 et 2)
- Anthony Daniels (VF : Jean-Claude Donda ; VQ : François Sasseville) : C-3PO (épisode 1)
- Benny Safdie (VF et VQ : Alexis Tomassian) : Nari (épisode 1)
- Temuera Morrison (VF et VQ : Serge Biavan) : un soldat clone vétéran (épisode 2)
- Zach Braff (VF et VQ : Paul Borne) : Freck (épisode 3)
- Ian McDiarmid (VF : Georges Claisse (prologue) et Edgar Givry (épisode 6) ; VQ : Yves Corbeil) : Palpatine (épisode 6)
- Liam Neeson (VF : Samuel Labarthe ; VQ : Benoît Rousseau) : Qui-Gon Jinn (épisode 6, non crédité)
- Marisé Álvarez : Nyche
- Paul O'Kelly : un prisonnier
- Stephen Cannon : un fermier hydroponique

### Caméos via images d'archives
- Natalie Portman (VF : Sylvie Jacob ; VQ : Aline Pinsonneault) : Padmé Amidala (images d'archives tirées de Star Wars, épisode II : L'Attaque des clones et Star Wars, épisode III : La Revanche des Sith)
- Samuel L. Jackson (VF : Jacques Martial ; VQ : James Hyndman) : Mace Windu (images d'archives tirées de Star Wars, épisode III : La Revanche des Sith)
- Frank Oz (VF : Jean Lescot ; VQ : Ronald France/Marc Bellier) : Yoda (images d'archives tirées de Star Wars, épisode II :  L'Attaque des clones et Star Wars, épisode III : La Revanche des Sith)
- Jake Lloyd (VF : Julien Bouanich ; VQ : Alexis Del Vecchio) : Anakin Skywalker enfant (images d'archives tirées de Star Wars, épisode I : La Menace fantôme)
- Ray Park : Dark Maul (images d'archives tirées de Star Wars, épisode I : La Menace fantôme)
- Version française :
  - Société de doublage : Dubbing Brothers
  - Direction artistique : Edgar Givry
  - Adaptation des dialogues : Jonathan Amram

 Source et légende : version française (VF) sur RS Doublage

## Production

### Développement

#### Les prémices d'un film…
En 2013, la Walt Disney Company et Lucasfilm font savoir qu'ils ont l'intention de créer une nouvelle gamme de films indépendants des uns des autres : Star Wars Anthology Series. Un potentiel film sur le personnage d'Obi-Wan Kenobi est dévoilé. Ewan McGregor, l’acteur qui a joué Kenobi dans la trilogie préquelle Star Wars, a été approché pour reprendre le rôle. McGregor a indiqué être au courant du projet dès 2015, et jusqu’en 2019, il a été lié par une clause de confidentialité et n'a pu donner l’information officiellement.
Rogue One: A Star Wars Story, le premier opus de la série Anthology devenu finalement A Star Wars Story, est sorti en décembre 2016 et a été bien accueilli. En août 2017, des sources de The Hollywood Reporter ont rapporté qu’un film centré sur Obi-Wan Kenobi avec McGregor était en développement par Lucasfilm, avec Billy Elliot pour la réalisation et Stephen Daldry dans les premiers pourparlers pour diriger et superviser le projet. Joel Edgerton, qui incarnait Owen Lars dans la deuxième trilogie, avait exprimé son intérêt à reprendre son rôle dans un film dérivé. Une fois qu’il a été engagé pour diriger le film, Daldry a contacté Hossein Amini pour rejoindre le projet.
Toutefois, tous les films dérivés de Star Wars ont été mis en attente à la suite des retours plus faibles que prévu au box-office de Solo: A Star Wars Story, le deuxième film A Star Wars Story, en mai 2018. Quatre mois plus tard, Bob Iger, PDG de Disney, révèle que Lucasfilm a réévalué son calendrier de sortie à la suite de la mauvaise réception de Solo. Il est confirmé plus tard qu’il y aura un hiatus après la sortie de Star Wars, épisode IX : L'Ascension de Skywalker jusqu’en 2022. Malgré cela, l’ancien ministre britannique des Affaires étrangères, Boris Johnson aurait déclaré en novembre 2018 que les cinéastes du film Obi-Wan Kenobi avaient proposé de  tourner le film en Irlande du Nord. The Hollywood Reporter affirme, lors d’un scrutin organisé en 2016, que Obi-Wan Kenobi est le projet ayant recueilli le plus de votes par les fans.

#### ... restructuré en une série
Le projet de film s’est rapidement transformé en une série télévisée à la place. Durant le tournage de la deuxième saison de The Mandalorian, McGregor a participé à un test de costume. La série télévisée centrée sur Obi-Wan Kenobi, qui sera diffusée sur Disney+, le nouveau service de streaming de Disney, a été officiellement annoncée par McGregor et Kathleen Kennedy, présidente de Lucasfilm, à l’Expo D23 2019 après des mois de rumeurs et de spéculations. La série aura lieu dix ans après Star Wars, épisode III : La Revanche des Sith. Pendant l’événement, il a également été révélé que les épisodes avaient déjà été écrits et que la production commencerait en 2020. Amini et Deborah Chow furent plus tard annoncées comme showrunners.
Le 23 janvier 2020, il a été signalé que la série avait été mise en attente en raison de prétendus « problèmes de script ». Cependant, Ewan McGregor plus tard a déclaré que ces rumeurs étaient exagérées, et que la production a continué normalement. McGregor a ajouté que même si le tournage a effectivement été reporté à janvier 2021, la date de sortie prévue de la série ne serait pas affectée. Le 2 avril 2020, il a été rapporté que Joby Harold a été embauché pour écrire la série, en remplacement d’Amini, qui a quitté le projet en janvier. La série sera produite à l’aide de The Volume, une technique utilisée pour The Mandalorian. Le 9 octobre 2020, Ewan McGregor confirme lors de l’émission The Graham Norton Show de la BBC que le tournage est prévu pour mars 2021.

### Attribution des rôles
Le 10 décembre 2020, il est confirmé que la série a lieu en 9 av. BY (c'est-à-dire dix ans après l’épisode III de la saga Star Wars : La Revanche des Sith et neuf ans avant l’épisode IV : Un nouvel espoir)  et annonce que Hayden Christensen reprend son rôle de Dark Vador pour la série.

### Tournage
Le tournage débute en avril 2021 à Los Angeles sous le faux titre Pilgrim. La série utilise la même technique de murs vidéo que sur The Mandalorian. Ewan McGregor, qui avait procédé à des tests de costumes sur le plateau de The Mandalorian à Los Angeles, a apprécié la technique des murs StageCraft, plus agréable selon lui que les écrans bleus et verts d'incrustation qu'il n'avait pas aimés pour le tournage de la prélogie.

## Fiche technique
Sauf indication contraire, les informations mentionnées dans cette section peuvent être confirmées par la base de données cinématographiques IMDb,  présente dans la section « Liens externes ».
- Titre original : Obi-Wan Kenobi
- Réalisation : Deborah Chow
- Scénario : Hossein Amini et Joby Harold, d'après les personnages et l'univers créés par George Lucas
- Direction artistique : Deborah Chow
- Décors : n/a
- Costumes : n/a
- Photographie : Chung Chung-hoon
- Son : n/a
- Montage : Kelley Dixon[28]
- Musique : Natalie Holt, John Williams (thème principal)
- Production : 
  - Production exécutive : Deborah Chow, Ewan McGregor, Kathleen Kennedy, Hossein Amini, Tracey Seaward John Swartz
  - Coproduction : Jason McGatlin
- Société de production : Lucasfilm
- Pays d'origine :  États-Unis
- Langue originale : anglais
- Format : couleur - 35 mm - 2,35:1 - son Dolby Digital / Dolby Atmos
- Genre : science-fiction, space opera
- Durée : 36 à 53 minutes

## Épisodes
La série est diffusée entre le 27 mai 2022 et le 22 juin 2022 :
1. Partie I (Part I)
2. Partie II (Part II)
3. Partie III (Part III)
4. Partie IV (Part IV)
5. Partie V (Part V)
6. Partie VI (Part VI)

## Univers de la série

### Personnages
- Obi-Wan Kenobi :  Obi-Wan Kenobi est un Maître Jedi, ancien Padawan de Qui-Gon Jinn et un bon négociateur. Bien qu'il s'avère être un duelliste et pilote de renom, il se veut pacificateur et méprise profondément la guerre. Il a pour Padawan Anakin Skywalker à la mort de Qui-Gon Jinn. Ce dernier devient à son tour un Chevalier Jedi ayant sa propre apprentie : Ahsoka Tano. Mais Obi-Wan se préoccupe encore de son ancien Apprenti et tente de l'aider en vain à se détacher de ses émotions sans pour autant perdre sa compassion. Anakin a conçu deux enfants jumeaux avec Padmé Amidala, qui meurt de désespoir en accouchant de Luke et de Leia, alors que son époux a basculé du côté obscur de la Force. Après la défaite des Jedi, et la prise de pouvoir sur la galaxie par le seigneur noir des Sith Sheev Palpatine, Obi-Wan Kenobi confie Leia au sénateur Organa un ami des Jedi et remet Luke bébé à son oncle Lars sur la planète Tatooine. Sa mission est de discrètement protéger cet enfant[29].
- Anakin Skywalker / Dark Vador : annoncé comme étant l'Élu d'une ancienne prophétie qui apportera l'équilibre dans la Force, Anakin était un jeune Jedi doté de dons surprenants découverts par Qui-Gon Jinn et qui devient le Padawan d'Obi Wan Kenobi. Le destin d'Anakin bascule : Obsédé par ses cauchemars où il voit sa femme Padmé Amidala mourir, il se laisse consumer par sa recherche de l'immortalité, dont il apprend par Palpatine que seuls les Sith la maîtrisent ; il bascule du côté obscur de la Force sous l'influence du seigneur noir des Sith, et l'aide à prendre le pouvoir, tout d'abord en l'aidant à éliminer Mace Windu, puis en orchestrant un massacre dans le temple Jedi de Coruscant (sur ordre de l'Empereur autoproclamé Palpatine), avant d'aller éliminer les dirigeants séparatistes manipulés par Dark Sidious alias Palpatine. Sur la planète Mustafar, pensant que son épouse l'a trahie, Anakin l'étrangle et la laisse inconsciente, puis s'ensuit un duel au sabre laser contre son ancien maître Obi-Wan qui se révèle plus dominant et finit par lui trancher les jambes et le bras gauche, le laissant pour mort, en train de brûler au bord d'une rivière de lave. Palpatine le trouve agonisant, le soigne et le dote d'une armure noire robotisée conçue pour le maintenir en vie, faisant de lui le redoutable cyborg et seigneur Sith Dark Vador[29].
- Leia Organa : Sa mère Padmé Amidala meurt en accouchant d'elle et de son frère jumeau Luke Skywalker. Alors que l'Empire galactique s'installe sous la poigne de fer du seigneur Sith Palpatine, que les Jedi ont été défaits et sont éliminés à travers l'Ordre 66, son père devenu Dark Vador, ignore l'existence de ses enfants et le fait que Leia a été confiée au Sénateur Bail Organa sur la planète Alderaan et Luke à son oncle Owen Lars sur Tatooine. La série Obi-Wan Kenobi montre la princesse Leia âgée de 10 ans, et dont les traits de caractère sont déjà bien affirmés : espiègle, têtue, courageuse.
- Reva Sevander, la « Troisième Sœur » : Reva Sevander est une inquisitrice, ordre introduit dans la série animée Star Wars Rebels. Ancienne Jedi, elle maîtrise le côté obscur de la Force. Les Inquisiteurs ont pour tâche de traquer les Jedi survivants de la grande purge, mais la Troisième Sœur poursuit un objectif à la fois personnel et obsessionnel : retrouver et capturer Obi-Wan Kenobi et le livrer à son maître Dark Vador. Elle espère ainsi devenir la Nouvelle Grande Inquisitrice. Elle y parviendra, mais on découvrira qu'elle souhaitait être au près de Vador pour le tuer et non le servir, afin de venger ses amis qui ont été tués par Vador et ses soldats clones lors du Massacre du Temple Jedi sur Coruscant durant l'Ordre 66. Elle échouera et sera laissée pour morte par Vador et le Grand Inquisiteur. Elle kidnappera Luke afin de le tuer et se venger de Vador mais elle y renoncera finalement, réalisant qu'elle deviendrait comme lui. Elle le ramène à sa famille, fait la paix avec Obi-Wan et part vers un lieu inconnu.
- Tala Durith : une ancienne Impériale devenue membre d'un réseau qui aide les Jedi survivants de l'Ordre 66 à se cacher. Elle viendra en aide à Obi-Wan et Leia, avant de se sacrifier pour les défendre.
- Le Grand Inquisiteur : Ancien Garde Jedi devenu chef des Inquisiteurs. Il perdra temporairement son titre mais le récupèrera après la trahison de la Troisième Sœur qui lui avait brièvement succédé.
- Le Cinquième Frère : Un des Inquisiteurs lancés à la poursuite d'Obi-Wan Kenobi.
- La Quatrième Sœur : Une des Inquisitrices lancées à la poursuite d'Obi-Wan Kenobi.